# レッド・ミラージュ
レッド・ミラージュ (L.E.D. MIRAGE) は、永野護の漫画『ファイブスター物語』に登場する、架空の兵器。A.K.D.の光皇、天照帝の所有する騎士団、ミラージュ騎士団が使用するモーターヘッド (MH) である。
物語史上最強の「ロボット」であり、この物語を象徴するメカニックである。
名称はたびたび変転したが、2005年に発行された設定集「F.S.S. DESIGNS1」で「L.E.D.ミラージュ」に固定された。

## 概要
ミラージュ騎士団主力MH。主設計者（マイト）はアマテラス。制御サーキットをDr.クローム・バランシェが担当。だが正確には「モーターヘッド」とは呼ばれず、後世の歴史家には「モーターメシア」「モーターカイザー」などと呼ばれたらしい。
試作ネームはブラッド・ネイチャー。LEDはREDではなく、LEADの過去分詞で「常に先を行くもの」を意味し、あらゆるMHの中でも最強を意味する。その言葉どおり、このMHは物語の開始から終了まで不敗である。ホーンド・ミラージュと、ウォータードラゴン（シュペルター）/ オージェ・アルスキュルのナイト・オブ・ゴールド (K.O.G.) シリーズの設計の延長線上にあり、カヴァード・ミラージュ、E-S、E-L、E-Nなどのテスト機と大規模な設計開発・テストの末に完成した。L.E.D.ドラゴンを模して作られ、K.O.G.を含む、以降のミラージュマシンの基本となっている。製作数は不明。39号騎以降は星団を離れた天照の戦闘コロニー「ウィル」内で作られている。
新開発された小型・高出力のスーパー・イレーザーエンジンを両脚のふくらはぎに搭載し、開発された。この両脚ふくらはぎへの搭載は、胸部にエンジンを搭載している他のMHに比べ、ウェイトコントロールが飛躍的に向上している。また、スーパー・イレーザーエンジン自体も優れており、ホーンド・ミラージュに比べると1.5倍の出力を発揮し、出力バランスも向上している。
単騎でも驚異的な性能に加え、複数のL.E.D.が相互のデータリンクによってファティマの演算能力を共有する「RAID-GIG」（ライド・ギグ）システムを搭載し、大規模な乱戦時においても一糸乱れぬ指揮系統と死角のない高効率の戦闘を実現する。
元々「破壊と殺戮」を本能としており、味方L.E.D.と「血の十字架」をつけたもの以外は全てが攻撃対象で、唯一ナイト・オブ・ゴールドにのみ臣従する。その凶悪さゆえ、騎乗する騎士とファティマは操縦者などではなく、その本能を押さえ込むための安全装置に過ぎない。
出動にはアマテラスの許可が必要となっており、アマテラスの始動印と騎士とファティマが一致しないと起動しない仕組みになっている。
その圧倒的なまでの破壊力と裏腹に、星団史上7回しか姿を見せていないうえ、一般には正式名称すら公表されていないため、単に「殺戮ロボット、アマテラスの幻像騎士団の白い悪魔」と呼ばれている。あまりにも残虐なその戦闘・虐殺行為から、騎士の人権擁護のためにMHのナンバリングはミラージュ騎士のナンバーと一致しないものになっている。

## 武装
初登場時は近接戦用の剣を使っていたが、後の改装時に主武装の背中のバックパック式の燃料槽から供給される、リキッドRという触媒を強力な電圧で放射することで、150mの火炎放射が可能な長大な砲身を持つ火炎放射器、通称「インフェルノ・ナパーム（旧名フレイムランチャー）」を装備する。この装備から放射される炎は霊魂などの霊的な存在をも焼き尽くす。
これは敵に対して直接噴射するだけでなく、噴射した状態で砲身を動かす事により巨大な剣のような使用も可能であり、相対した殆どのMHは剣を交える事もなく焼き尽くされている。また当初からMH以上の敵との戦闘を想定されている（むしろ対MH戦は眼中に無いと言っても過言ではない）ために他のMHを凌駕する耐久性や豊富な増装備を持つ。
逆に固定主武装は、対バッシュ戦で使用された頭部のカウンターウェイトを兼ねたレーザーカッターのみとなっており、これは文字通りの「最後の手段」である。その他全身に対人・対通常兵器用の火器や光学兵器も多数装備している。

## バリエーション
他のMHの例に漏れず年代によってその姿や装甲・装備は異なる。
- 2989年 - コーラス-ハグーダ戦争において、先行量産騎3騎が実戦に初投入された。装甲が不透明のパールホワイトに塗装され、後の騎体とは姿や装備が若干異なる。
- 3007年 - 天照家創興4400年壮宋祭にて正式公表。バージョン3となっており、自から発光しジョーカー世界最強の硬度をもつ半透明装甲をまとい、両肩に遠隔浮遊するシャッフルバインダーを持つなど、先行量産騎には無い姿となっている。さらに外からは見えないが、顔前方ひさしの下にフレイム・ランチャーのプロミネンスウェーブの炎から目を守るアイコンタクトバイザー、頭部前方装甲内部に高出力レーザー砲「ビー・ベロック」が追加装備された。この正式公開を見ていたDr.ダイアモンド・ニュートラルが発した「全世界を灰になさるつもりなのかな、あんなMHを作って」という一言が、当騎がMHとして異質の存在であること示している。
- 3159年 - アドラー星侵攻において背中に巨大なフレイムユニットとインフェルノ・ナパームを装備した騎体が確認されている。

基本的に形状・塗装が全騎同一であるが、ヤクト・ミラージュ支援用のサポートL.E.D.と呼ばれる騎体や、ファルク・U・ログナーがバビロン国王として式典に臨む際に用いる、儀礼用装甲に換装したストライクルなどの、用途や外見の異なる騎体も若干存在する。
他にも暁姫（B4デストニアス）、雷丸（B2レッド・ミラージュ バビロンズ）、彗王丸（B3ハイドラ・ミラージュ）の3騎のサブリミテッド・ナンバーがついた騎体がL.E.D.ミラージュのグループに属するが、この3騎はDr.ダイアモンド・ニュートラルの設計で、アマテラスから提供されたエンジンと半透明装甲以外は他のL.E.D.とは似ても似つかない別物である。
またコーラス-ハグーダ戦争において、未組立の一騎がレディオス・ソープ（アマテラス）により持ち込まれ、大破したコーラス王専用MHジュノーンの改装時にエンジンと一部部品が組み込まれた。そのため同騎はジャッジメント・ミラージュ（J型）の名を与えられている。

## 劇中での活躍
2989年のコーラス-ハグーダ戦争（第2話）に非公式ながら、実戦テストを兼ねて3騎が投入。3007年の正式公開時にバージョン3として発表される（第8話プロローグ）。3159年のアドラー星侵攻では、インフェルノナパームを放射して全てを焼き尽くし、星団中に「史上最強、星団最悪の白い悪魔」に恥じない残虐な戦闘・虐殺行為を見せつけ、たった15騎でアドラー星を制覇したとされる。
他に姿を現したのは、ボォス侵攻、カラミティ侵攻、スタント遊星攻防戦、ジュノー侵攻の合計7度のみであり、現場にいた者はことごとくその殺戮の対象となったため、実際にその姿を見た者はほとんどいないと言われている。
実行に至っていないが、アマテラスは魔導大戦で2度L.E.D.の出撃を考えている。最初はフロート・テンプルの朱塔玉座の大黒柱をかじり出すほどに機嫌を損ねたラキシスをなだめるためで、バッハトマ本土への投入を思いついていた。2度目はワスチャ・コーダンテ参戦の報をファティマ・ヒュートランから聞かされた時で、制止するには時既に遅しと観念したアマテラスは当初L.E.D.をワスチャに貸し与える事を決めていた（結局、それでも不安がぬぐえないアマテラスはナイト・オブ・ゴールドの外部装甲をカルバリィ・C風のものに換装したルミナス・ミラージュをワスチャに貸与する。ただし、3割の装甲が突貫で新規に鋳造された）。
あまりの強さ故に、「立ち向かっただけで、星団史に名を残す」と言われており、コーラス-ハグーダ戦争においてブーレイ傭兵騎士団の一員として派遣されL.E.D.と対戦したフィルモア帝国の騎士ブルーノ・カンツィアンとファティマ・パラーシャは、敗れたものの「生還した」という事実だけで星団中の注目を集める事となった。

## 備考
『ファイブスター物語』に登場するキャラクターやメカニックのデザインの大半は『重戦機エルガイム』の企画時に作られた設定・裏設定をベースとしているが、L.E.D.ミラージュも例外ではなく、劇中未登場であったヘビーメタル「ブラッド・テンプル」がデザインの源流である。アニメスタッフに配られた設定資料集表紙や角川書店のアニメムック「重戦機エルガイム-2」、アニメック誌などに掲載されたイラストにその面影を確認できる（「ブラッド・テンプル」の名とデザインは、同じAKDの国家騎士団ゴーズの主力MHに継承されている）。
『ファイブスター物語』自体も長年連載されている間に物語やデザイン、設定は当初より少しずつ変更されているが、このL.E.D.ミラージュもその象徴的事例の1つといえる。連載当初の設定では「他軍よりも少し強い」MH程度で、戦闘時の損傷擱座や大破の記録が記載されているが、設定が拡充された90年代後半にはその設定は奥にひっこみ、光の神アマテラスが生み出したMHの姿を借りた「神の代行者」という色彩が強くなっている。
目立った損傷は、現在劇中で明かされている限りでは初登場時のカーレル・クリサリス騎と、戦闘前に自損したとされるスペクター騎程度である（前者は対戦相手のファティマ・エストとバッシュの相乗効果に加え、5代目黒騎士グラード・シドミアンと未熟なカーレルとの能力差とL.E.D.ミラージュの搭乗をも含めたエストの膨大な経験とによるもの。ただし、ティータに秘められた能力は物語上未だブラックボックス。後者は神様の行いによる）。また剣聖マキシマム・ハルトフォラス（マキシ）はスタント遊星における謎の存在との戦闘中に失踪（公式には「戦死」。実際にはシルビス・レイス・ヴィーナスによってタイカ宇宙へ召還）している。
プラモデル、ガレージキット共にもっとも立体化されたモーターヘッドでもある。プラモデル、ガレージキット共に半透明装甲やブーメラン・ユニット、フレームユニットが再現され、2003年には永野自身が「立体化は無理」と言い切ったインフェルノ・ナパームまでも立体化されている。